# Станцы Рафаэля

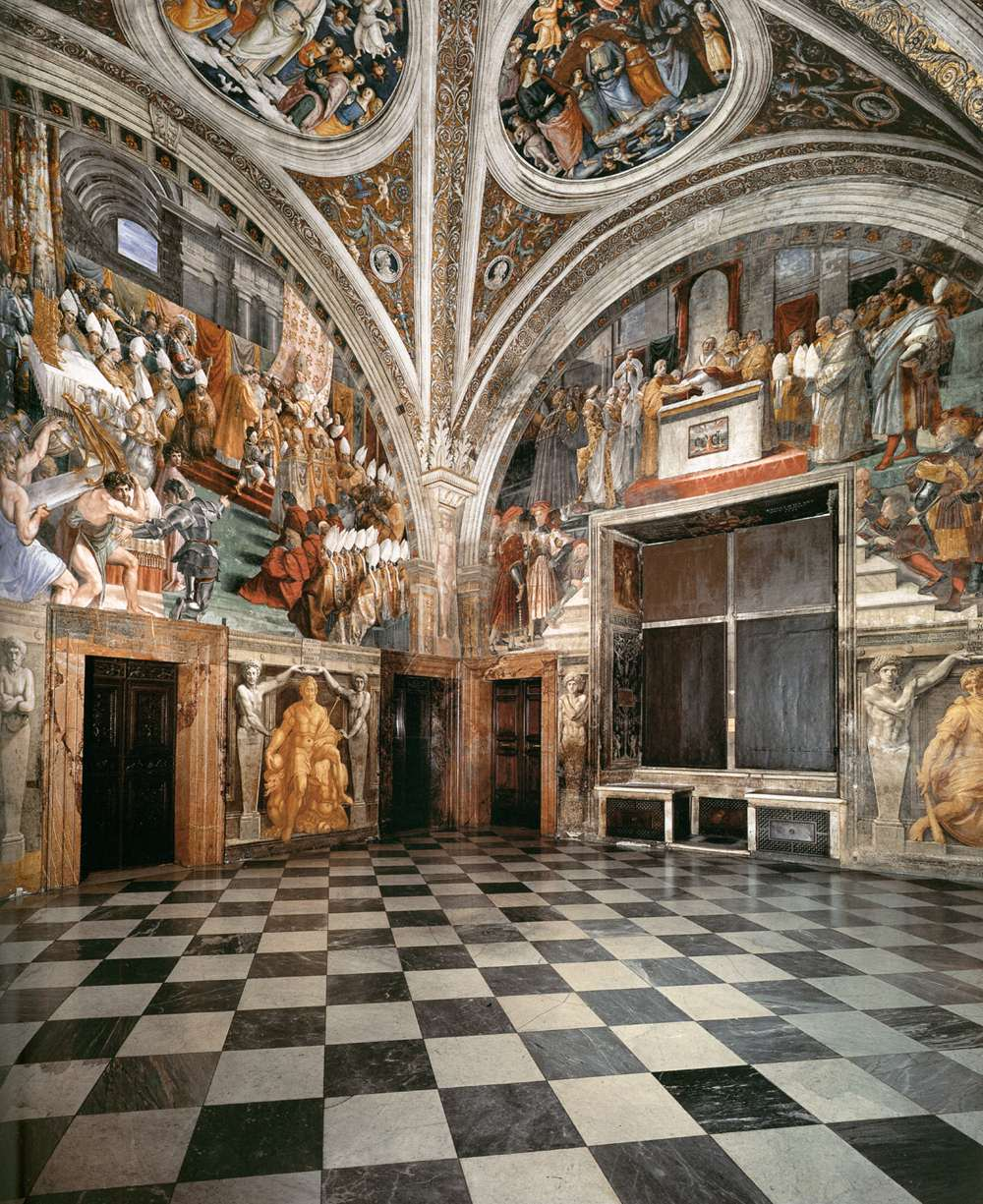
Станца дель Инчендио ди Борго (Комната Пожара в Борго)

Ста́нцы Рафаэля (итал. Le Stanze di Raffaello — комнаты Рафаэля, от итал.  stanza — местопребывание, помещение, комната) — анфилада из четырёх помещений на третьем этаже Папского дворца в Ватикане. В анфиладу входят три небольших зала (8 Х 10 м) и ещё один, большего размера, называемый Залом Константина. Известны в истории искусства тем, что в 1508—1517 годах были расписаны фресками выдающимся художником эпохи Возрождения Рафаэлем Санти вместе с учениками.
Комнаты были построены в правление папы Николая V (1447—1455). Росписи ватиканских станц составляли важную часть честолюбивых намерений и грандиозных планов папы Юлия II (1503—1513) по перестройке Ватиканского дворца и собора Святого Петра с целью продемонстрировать истинное величие церкви. «Верхние покои» старого здания Николая V не соответствовали этим задачам. Но Юлий II не пожелал использовать и жилые помещения этажом ниже, так называемые «апартаменты Борджиа», жилые комнаты Александра VI, где всё ещё витала тень ненавистных Борджиа. Новые апартаменты третьего этажа должны были превзойти своей роскошью все предыдущие. По проекту архитектора Донато Браманте (1503) новые апартаменты вместе с переходными галереями должны были замкнуть огромный, протянувшийся на 300 метров парадный двор Бельведер.
По совету Браманте росписи станц в 1508 году папа Юлий II поручил тогда ещё молодому и неизвестному живописцу из Урбино Рафаэлю Санти. В каждой станце имеются четыре композиции, занимающие каждая одну стену (две больших и две малых), не считая композиций на сводах и декоративных обрамлений. Начало работы связано с идеологией «просвещённого гуманизма» понтификата папы Юлия II, а завершение пришлось на правление папы Льва Х (1513—1521).
Во время французской революции возникла идея убрать фрески Рафаэля со стен Ватикана, а при Наполеоне Бонапарте был разработан план отделить фрески от стен и отправить их во Францию в Музей Наполеона в Лувре. К счастью, технические трудности остановили этот проект.

## Станца делла Сеньятура
Наиболее известен комплекс фресок в комнате, известной как «станца делла Сеньятура» (итал. Stanza della Segnatura). Этому помещению придавалось особое значение, именно его папа пожелал видеть готовым в первую очередь. О том же говорит величественная программа росписей. Название «Camera della Segnatura» привёл в своих «Жизнеописаниях» Дж. Вазари и его обычно переводят как «Комната подписей». Однако большинство специалистов считает такое название неправильным, поскольку в отношении этой комнаты в то время не использовали латинское слово signatura (подпись), а итальянское segnatura означает «отметка, знак», но не подпись. Версия Джона Ширмена, американского исследователя творчества Рафаэля, о том, что комната была папской библиотекой, не подтверждается документально. В настоящее время на основе исторических данных об использовании этого помещения в качестве места заседаний папского трибунала, а также подписей указов, принято обобщающее название: Зал указов. Назначение комнаты косвенно подтверждается программой росписей, главной темой которых является идея божественного правосудия, гармонии власти земной и небесной.
Композиции росписей отражают четыре области духовной деятельности человека: «Афинская школа» — Философию, «Диспута» — Теологию, «Парнас» — Поэзию, «Мудрость, умеренность и сила» — Правосудие.

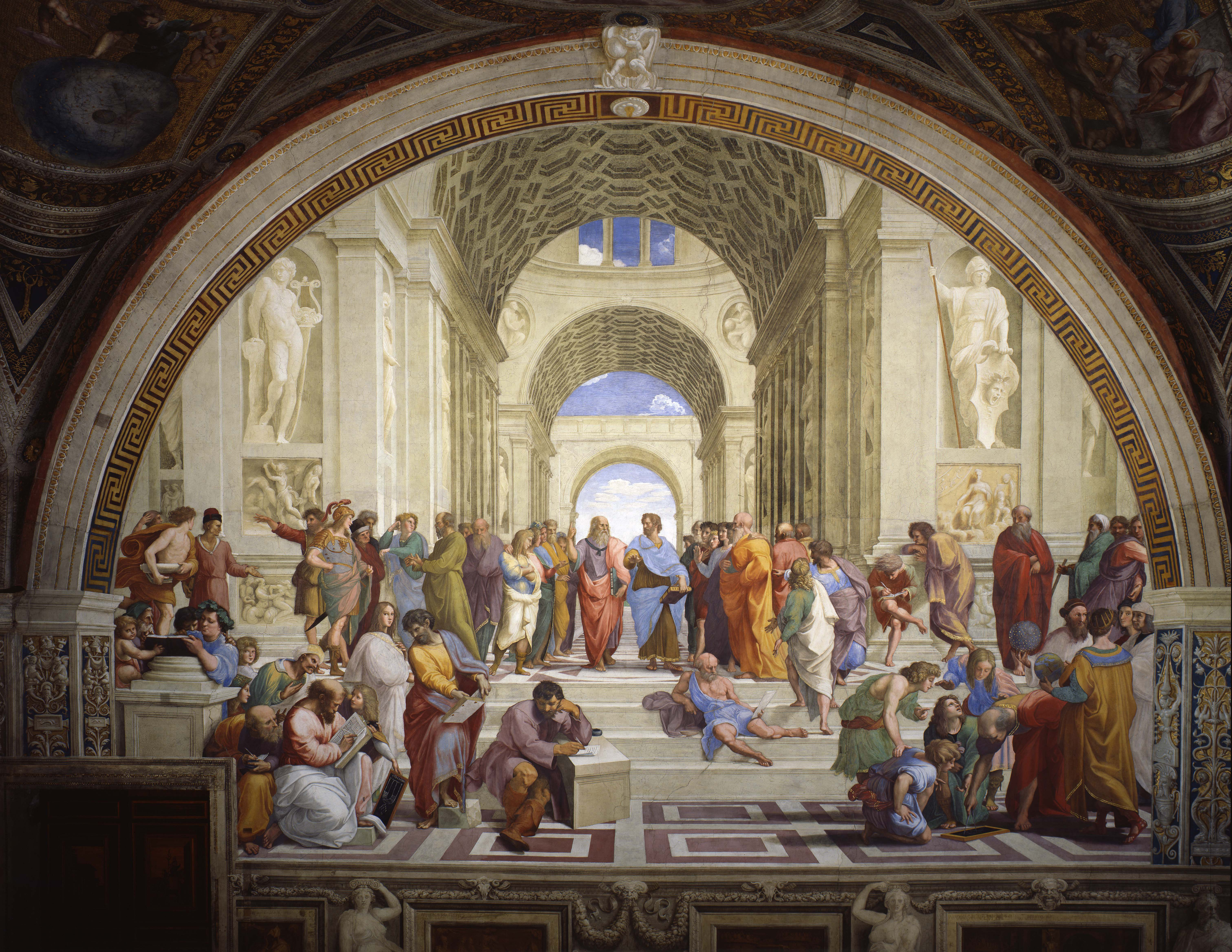
Рафаэль Санти. Афинская школа

Комната расписана Рафаэлем в 1509—1511 годах, о чём свидетельствуют надписи на северной и южной стенах. Декоративную разбивку свода делал живописец Содома в конце 1508 года. Лучшей из всех фресок в станцах считается «Афинская школа» — одно из величайших творений ренессансного искусства в целом и Рафаэля в частности. Название «Афинская школа» придумал Джованни Пьетро Беллори в 1672 году (Le vite de' pittori, scultori et architetti moderni). Фреска «Афинская школа» по праву признается одним из лучших произведений эпохи Возрождения и, бесспорно, самой впечатляющей композицией ватиканских Станц. Она занимает целую стену относительно небольшого помещения (8 Х 10 м). Ширина фрески по основанию: 7,7 м.
Произведение Рафаэля представляет собой образец его зрелого «идеального стиля», сложившегося не без влияния его дяди, выдающегося архитектора, создателя «римского классицизма» Донато Браманте. По сообщению Дж. Вазари именно Браманте является автором архитектурного фона фрески: полукружие арки, статуи Аполлона и Минервы по сторонам в нишах. На фоне фантастической и величественной архитектуры выступают философы древности, скомпонованные Рафаэлем в выразительные группы. Фигурам приданы портретные черты и человек эпохи Возрождения легко распознавал в этих персонажах лица своих современников.
В центре композиции — фигуры Аристотеля и Платона. Платон (в красном плаще и с портретными чертами Леонардо да Винчи) воздевает руку к небу — в знак того, что мир идей обретается в горних пределах; Аристотель (в синем плаще) указывает вниз, на землю. На фреске представлены и другие выдающиеся философы древности: Сократ (слева от Платона), Диоген (лежит на ступенях лестницы); на переднем плане внизу — Пифагор в окружении учеников (слева), Гераклит, сидящий в глубокой задумчивости (с портретными чертами Микеланджело), Евклид с циркулем в руках (с чертами Браманте), Птолемей и Зороастр (справа), с которыми беседуют двое юношей (один из них с чертами лица самого Рафаэля, другой — живописца Содомы, помощника Рафаэля). По замыслу заказчика и художника, согласно идеям христианского неоплатонизма, подобное сходство призвано символизировать глубинное родство античной философии и новой теологии.
Фреска «Диспута» (итал. La disputa del sacramento — Спор о святом таинстве) — это не столько беседа о таинстве причастия, сколько прославление церкви. Фреска «Диспута» в иконографической программе, заданной Папой Юлием II, является главной. Действие, изображённое на фреске, происходит на земле и в небесах. Огромная арка, одновременно архитектурная и небесная, объединяет два мира: землю и небо. Широкие ступени ведут к алтарю, на котором установлена гостия.
В верхней части композиции изображена Пресвятая Троица: Бог Отец как Пантократор со сферой в руках, Бог Сын: Христос в сиянии небес и Дух Святой в виде голубя. Над ними ангелы. По сторонам — Богоматерь и Иоанн Креститель, Апостол Пётр и Апостол Павел окружённые Адамом, Иаковом, Авраамом, Давидом, Моисеем и другими лицами Святого писания.
В нижней части композиции изображена сцена богословского диспута о Таинстве евхаристии. В сцене участвуют (по левую сторону от алтаря) римские Отцы Церкви: папа Григорий I и Иероним Стридонский, и Августин Блаженный с Амвросием Медиоланским, справа. В диспуте принимают участие другие представители Церкви: Савонарола, епископы, папы Юлий II и Сикст IV.
Композицию «Парнас» («Поэзия»; название «Парнас» появилось в XIX веке) Рафаэль разместил на восточной стороне комнаты между «Диспутой» и «Афинской школой». Аллегория поэзии истолкована художником в духе гуманистического учения своего времени, согласно идеям Ф. Петрарки, Дж. Боккаччо и К. Салютати.
В центре композиции, под сенью лавровых деревьев изображён бог солнечного света Аполлон, играющий на лире да браччо в окружении девяти муз, девяти античных поэтов и девяти поэтов новой эпохи.
Слева изображены слепой Гомер, Вергилий, Данте, Петрарка, Анакреонт, Сапфо и другие, справа — Теренций, Ариосто, Овидий, Гораций, Боккаччо и другие.
Смешение греческих, латинских, итальянских персонажей согласуется с ренессансным пониманием поэзии как особой, вдохновлённой свыше теологии.
Четвёртая композиция в люнете западной стены — «Правосудие» (итал.  Giurisprudenza), другое название: «Добродетели и закон» (итал.  Virtù e la Legge) — символизирует одновременно юриспруденцию и три христианских добродетели: «Мудрость (знание), умеренность и силу». Роспись создана Рафаэлем в 1511 году. Под аллегорическими фигурами добродетелей, по обе стороны от оконного проёма, в нижней части фрески, Рафаэль разместил две исторических композиции: «Основание гражданского права» и «Основание канонического права». Во второй композиции (справа) под видом папы Григория IX, утверждающего декреталии, изображён Юлий II в образе мудрого законодателя. Именно эта композиция косвенно, но яснее трёх других, подтверждает версию о предназначении Станцы делла Сеньятура для папского судопроизводства.

## Фрески Станца делла Сеньятура

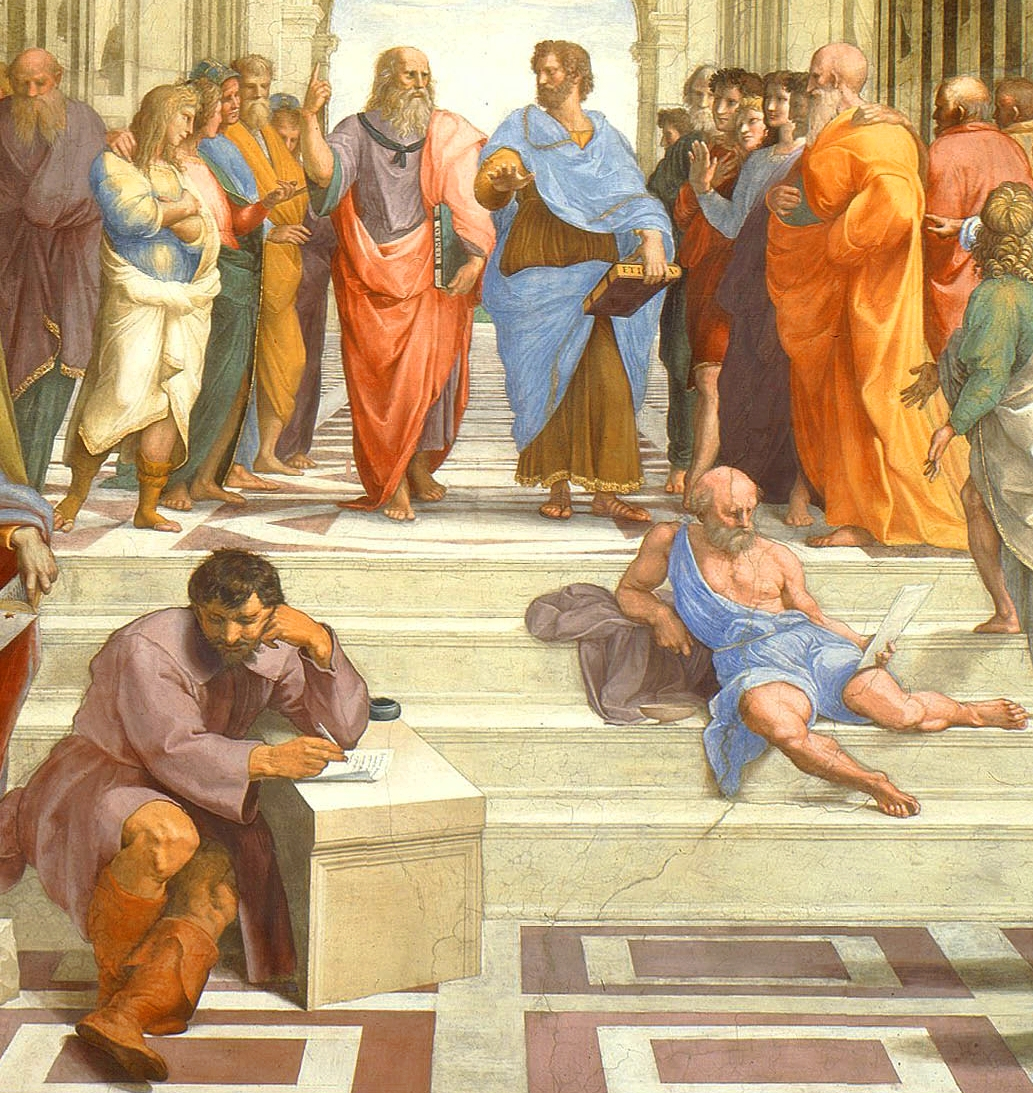
«Афинская школа» (Философия). Деталь
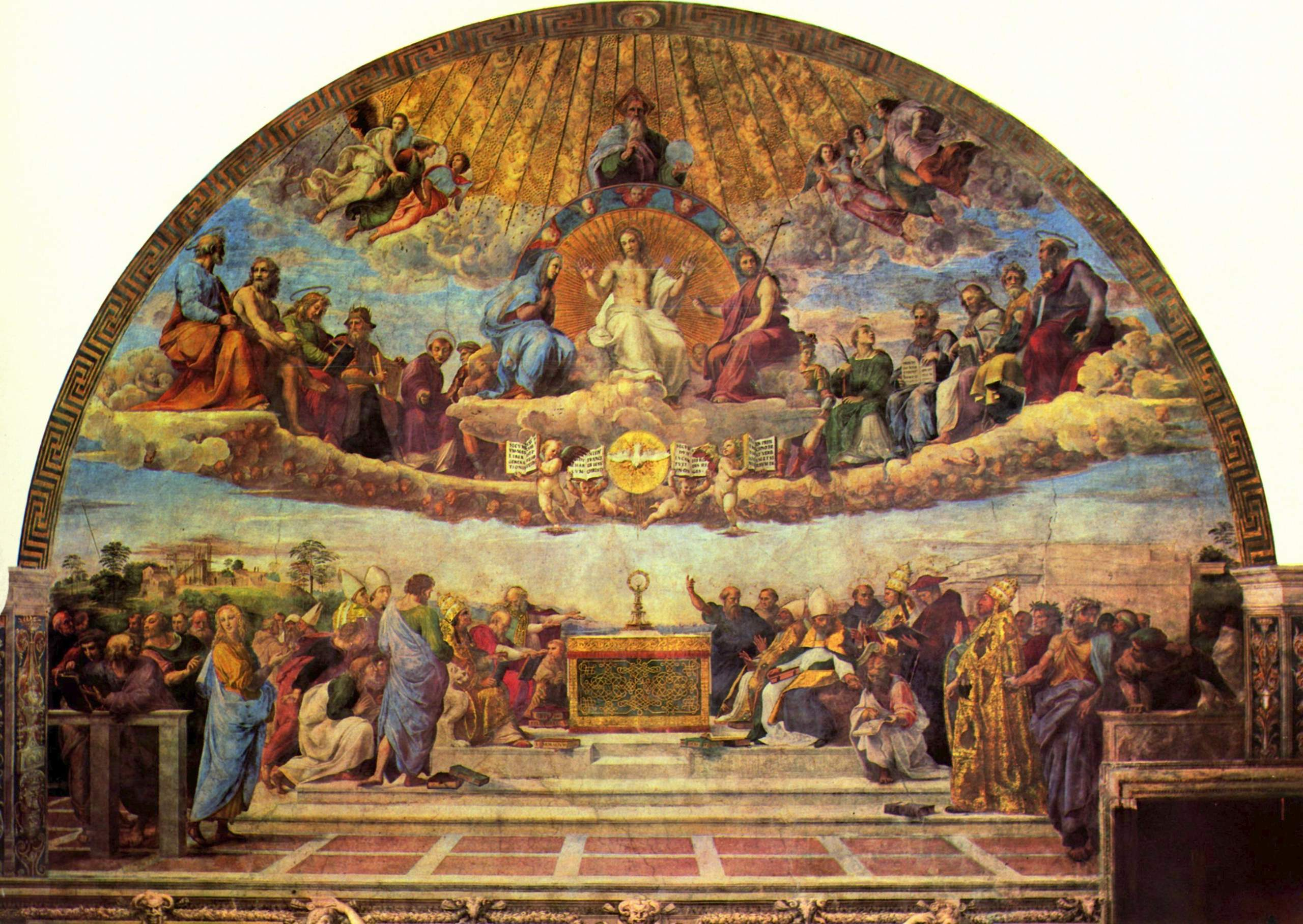
«Диспута» (спор о Святом причастии)
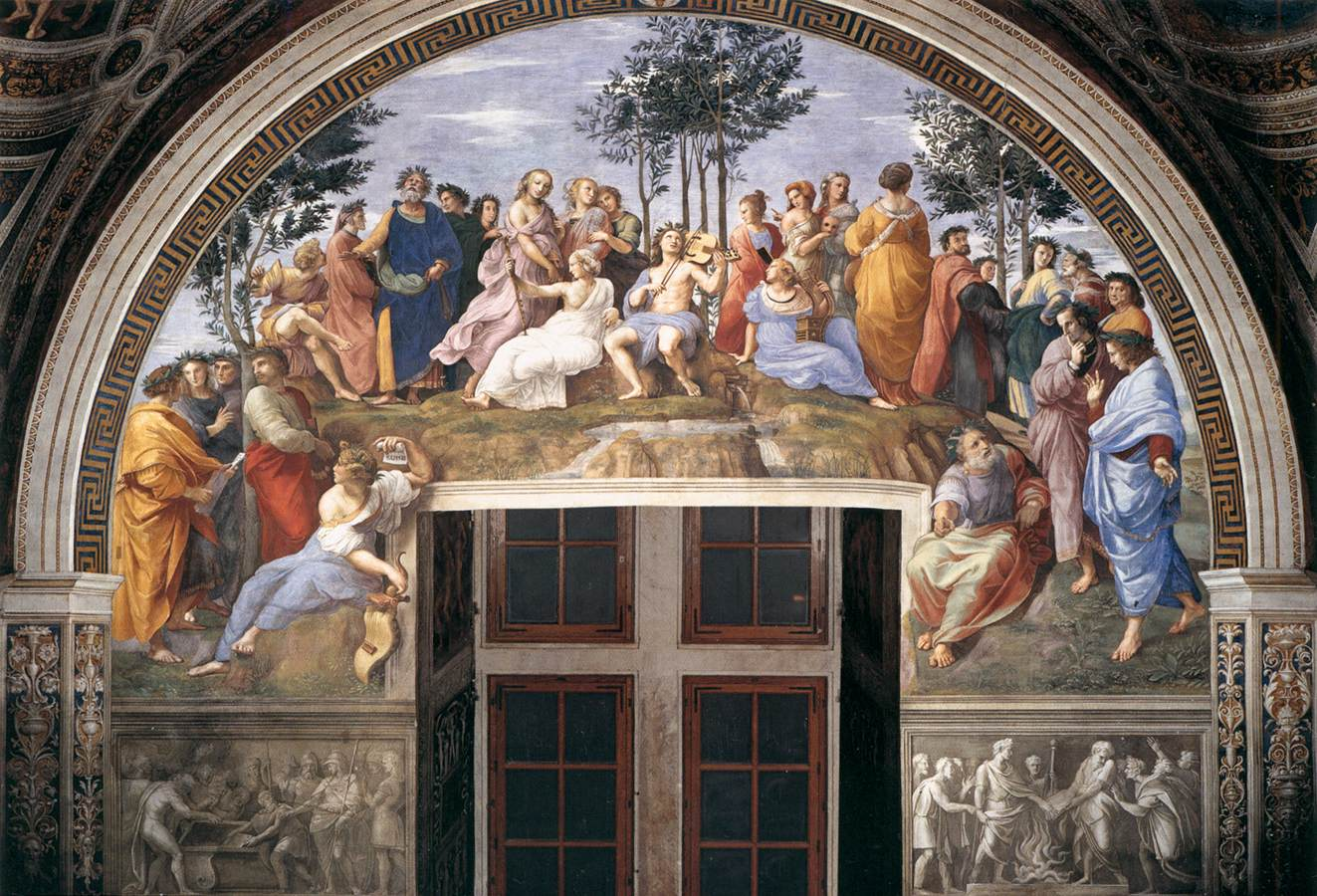
«Парнас» (Поэзия)
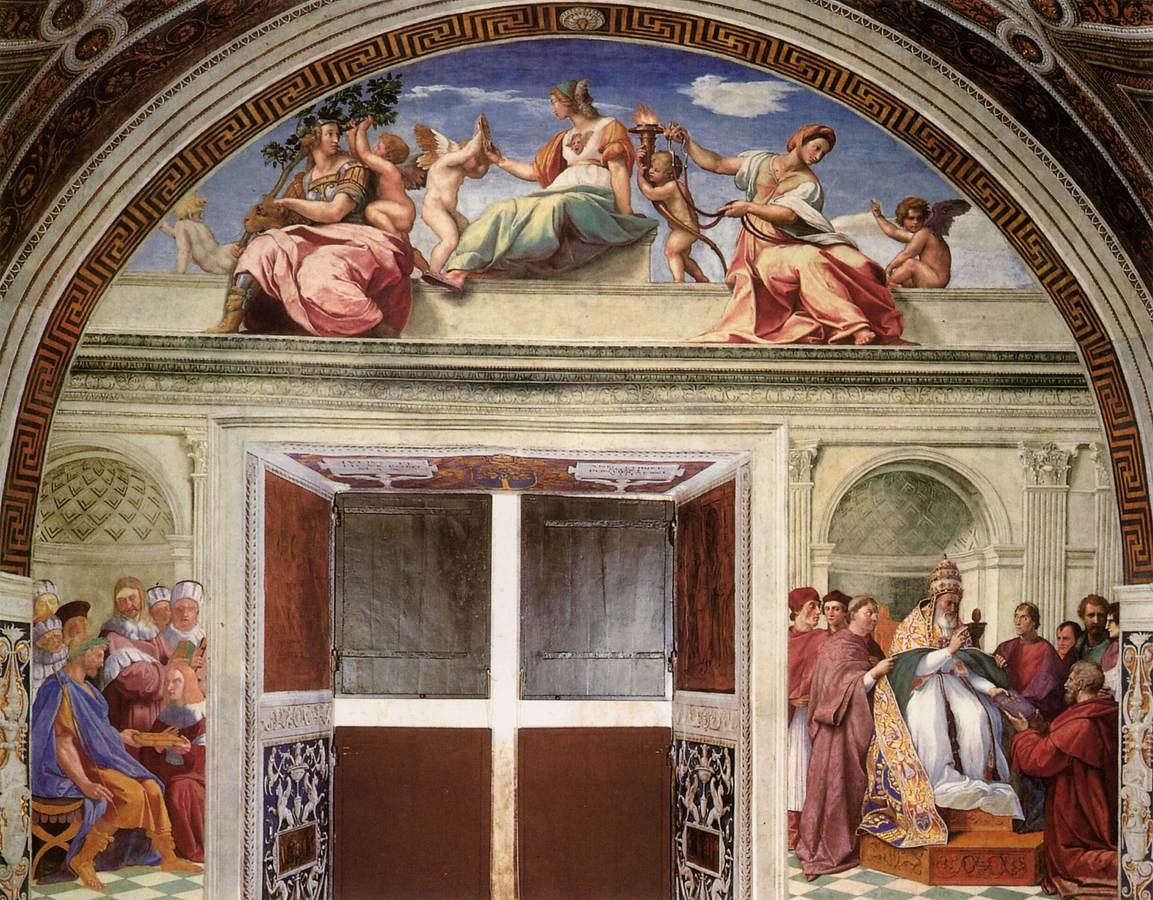
«Добродетели и закон» (Правосудие)

## Станца д’Элиодоро
Эскизы для росписи этой комнаты (итал.  Stanza di Eliodoro ) (по названию одной из фресок), предназначенной для папских аудиенций, Рафаэль начал готовить летом 1511 года. В июне папа Юлий II вернулся в Рим после проигранной военной кампании против французов, которая привела к потере Болоньи и сохраняющейся угрозе экспансии иностранных армий на Апеннинский полуостров. Поэтому и в программе фресок отражена идея защиты, которую Бог дарует Церкви в определённые моменты её истории, а конкретные сюжеты посвящены чудесным вмешательствам божественной силы в земные события.
Четыре композиции представляют следующие сюжеты: «Изгнание Илиодора из храма» (1511—1512), «Месса в Больсене» (1512), «Освобождение Святого Петра из темницы» (1513—1514), «Встреча Льва Великого с Аттилой» (1514). Композиция «Изгнание Илиодора из храма» (итал. Cacciata di Eliodoro dal Тempio) написана на ветхозаветный сюжет. Илиодор, — персонаж книги Маккавеев, сановник царя государства Селевкидов: Селевка IV Филопатора.
На фреске изображён эпизод из Второй книги Маккавейской, в котором Илиодор явился в Иерусалимский храм по приказу царя с целью конфисковать хранящиеся там золотую утварь и «многие сокровища, имущество вдов и сирот». Священники, падая ниц перед алтарём, «взывали на небо». Неожиданно «Явился им конь со страшным всадником, покрытый прекрасным покровом: быстро несясь, он поразил Илиодора передними копытами, а сидевший на нём, казалось, имел золотое всеоружие» (2Мак. 3:25). Божественный всадник и два юноши были посланы Господом в ответ на мольбы первосвященника Онии.
Композиция фрески условно представляет Иерусалимский храм с молящимся в центре первосвященником. Слева на изображён покровитель Рафаэля Юлий II, наблюдающий за сценой из своего паланкина в окружении сирот и вдов, справа — изгоняемый всадником Илиодор. Архитектоника сцены напоминает фреску «Афинская школа», но отличается большей экспрессией и динамикой, которые характеризуют эволюцию индивидуального стиля Рафаэля.
«Месса в Больсене» (итал. Messa di Bolsena) представляет чудо, которое, согласно церковному преданию, произошло в 1263 году в Больсене, небольшом городке к северу от Рима. Молодой священник, служивший мессу, усомнился в реальности таинства Евхаристии — пресуществления хлеба и вина в тело и кровь Христа. Во время службы в момент поднятия гостии на ней в пяти местах выступила кровь. С этим сюжетом связана композиция фрески «Диспута» в Станца делла Сеньятура. В композиции «Месса в Больсене» Рафаэль показал Папу Юлия II у алтаря в качестве свидетеля чуда.
С большим мастерством написана фреска «Освобождение Святого Петра из темницы» (итал.  La Liberazione di San Pietro dal Carcere) (1513—1514). По велению иудейского царя Ирода Агриппы апостол Петр был посажен в темницу. Апостола сковали железными цепями между двух воинов. В ночь накануне суда в сиянии божественного света явился Ангел, разбудил Петра, снял с него оковы и вывел из темницы мимо спящих воинов. Рафаэль в этой композиции прибегнул к редкому в те годы приёму: он совместил три последовательно связанных эпизода. В центре ангел касается рукой спящего апостола. Слева стражники в панике бегут от сверхъестественного света. В правой части композиции ангел выводит Петра из темницы. В этом сюжете содержится намёк на эпизод из жизни папы Льва X (1513—1521). Будучи ещё кардиналом, в битве при Равенне в 1512 году он был взят в плен французами, но ему удалось бежать.
«Встреча Льва Великого с Аттилой» (итал. L'Incontro di Leone Magno con Attila) (1514). Рафаэль с учениками изобразил бурную сцену: Справа — гунны, разгорячённые сражением, в центре — их вождь Аттила, а слева — сам понтифик и его свита, земная и небесная, действуют спокойно в своей непогрешимости на фоне вечного города.

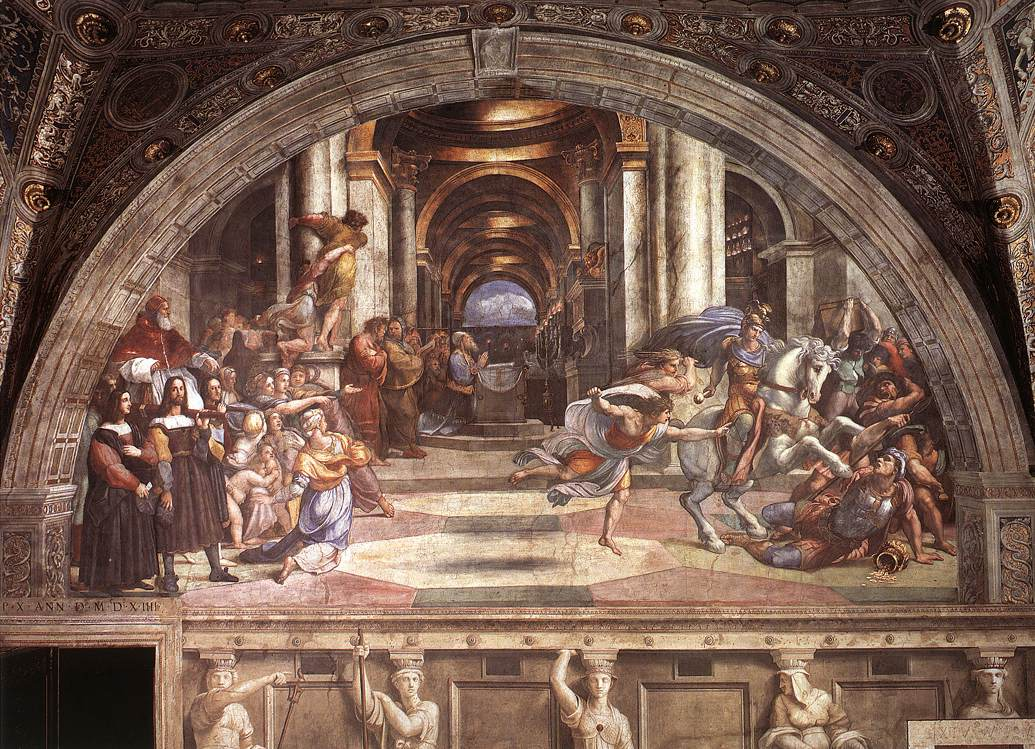
Изгнание Илиодора. Станца д’Элиодоро

## Станца Пожара в Борго
Это последнее помещение, в росписях которого ещё заметна работа Рафаэля. Далее выполнение фресок было поручено его помощникам: Джулио Романо, Джован Франческо Пенни, Джованни да Удине, Рафаэллино дель Колле и другим. Рафаэль к этому времени был занят другими важными папскими поручениями: изготовлением картонов для шпалер Сикстинской капеллы и руководством строительством базилики Св. Петра, должность которую он занял поле кончины Браманте в 1514 году.
Фрески были созданы между 1514 и 1517 годами. Основная идея цикла — прославление Папы Льва X с посредством историй, почерпнутых из жизни двух других пап с таким же именем: Льва III и Льва IV. Каждая сцена, взятая из «Liber Pontificalis» (Книги деяний римских пап, начиная с апостола Петра), содержит намёки на действующий понтификат, многочисленные классические аллюзии и литературные цитаты.
В композиции «Пожар в Борго» (итал. Incendio di Borgo) (1514), первой из фресок созданных в этой комнате, более всего ощущается рука Рафаэля, но также очевидны мотивы, заимствованные у великого Микеланджело. Фреска повествует о событиях, происходивших в одном из центральных районов Рима. По легенде когда в Борго (районе, примыкающем к папскому дворцу) в 847 году произошел пожар, то он бушевал до тех пор, пока на балконе Ватиканского дворца — Лоджии Благословения (Loggia delle Benedizioni) не появился папа Лев IV и не укротил стихию. Появившись на балконе, папа остановил пожар знаком креста. В центре картины на дальнем плане виднеется здание, в котором можно узнать фасад старой базилики святого Петра (ещё существовавшей до её перестройки). На балконе — папа Лев IV, направляющий крестное знамение на необъятное пламя.
В этой композиции можно увидеть много прекрасно нарисованных фигур. Справа, не раз повторяемая многими художниками, женская фигура с кувшинами воды, в центре — женщина, воздевшая руки, и юноша, пытающийся взобраться на стену. Слева — Эней, выносящий на плечах старика-отца Анхиса из горящего дома. Рядом с ним его жена Креуза и сын Асканий. Эта группа фигур говорит об использовании сюжета поэмы Вергилия «Энеида», в которой описан пожар Трои. После долгих странствий Эней создал свое царство в Италии. Поэтому он считается одним из основателей Рима.
Фреска «Битва при Остии» (итал. Battaglia di Ostia) (1514—1515) посвящена сражению при Остии (портовый город в устье Тибра) в 849 году, когда галеры морских республик Амальфи, Гаэта, Неаполя и Сорренто под командованием консула Сезарио, сына Серджио I, герцога Неаполитанского, пришли на помощь папе. Лев IV победно атаковал сарацинский флот, который планировал подняться по Тибру, чтобы разграбить и опустошить Рим. На фреске слева изображён папа Лев IV , но он имеет черты Льва X: намек на крестовый поход, организованный последним против турок-османов.
Фреска «Коронование Карла Великого» (итал. Incoronazione di Carlo Magno) (1516—1517) представляет важное историческое событие: коронацию императора франков Карла Великого папой Львом III в канун Рождества 800 года в древней базилике Святого Петра в Ватикане. Событие символизирует конкордат между Святым Престолом и Королевством Франции, подписанный в 1515 году в Болонье. Папа на фреске имеет портретные черты Льва X, а император Карл — Франциска I, французского короля на момент создания фрески.
Четвёртая композиция зала: «Клятва Льва III» (итал. Giuramento di Leone III) (1517) напоминает о клятве, данной Львом III в старой базилике Святого Петра 23 декабря 800 г., в которой он очистил себя от ложных обвинений племянников Адриана I за день до коронации Карла Великого. Как и на других фресках, папа Лев III изображен в образе Льва X.
Внизу на картуше имеется надпись: «Dei non hominum est episcopos iudicare» (Бог, но не люди судят епископов). Эти слова указывают на подтверждение, данное в 1516 году V Латеранским собором, буллы Unam sanctam Бонифация VIII, в которой был утвержден принцип непогрешимости римских пап: их ответственность может быть осуждена только Богом.

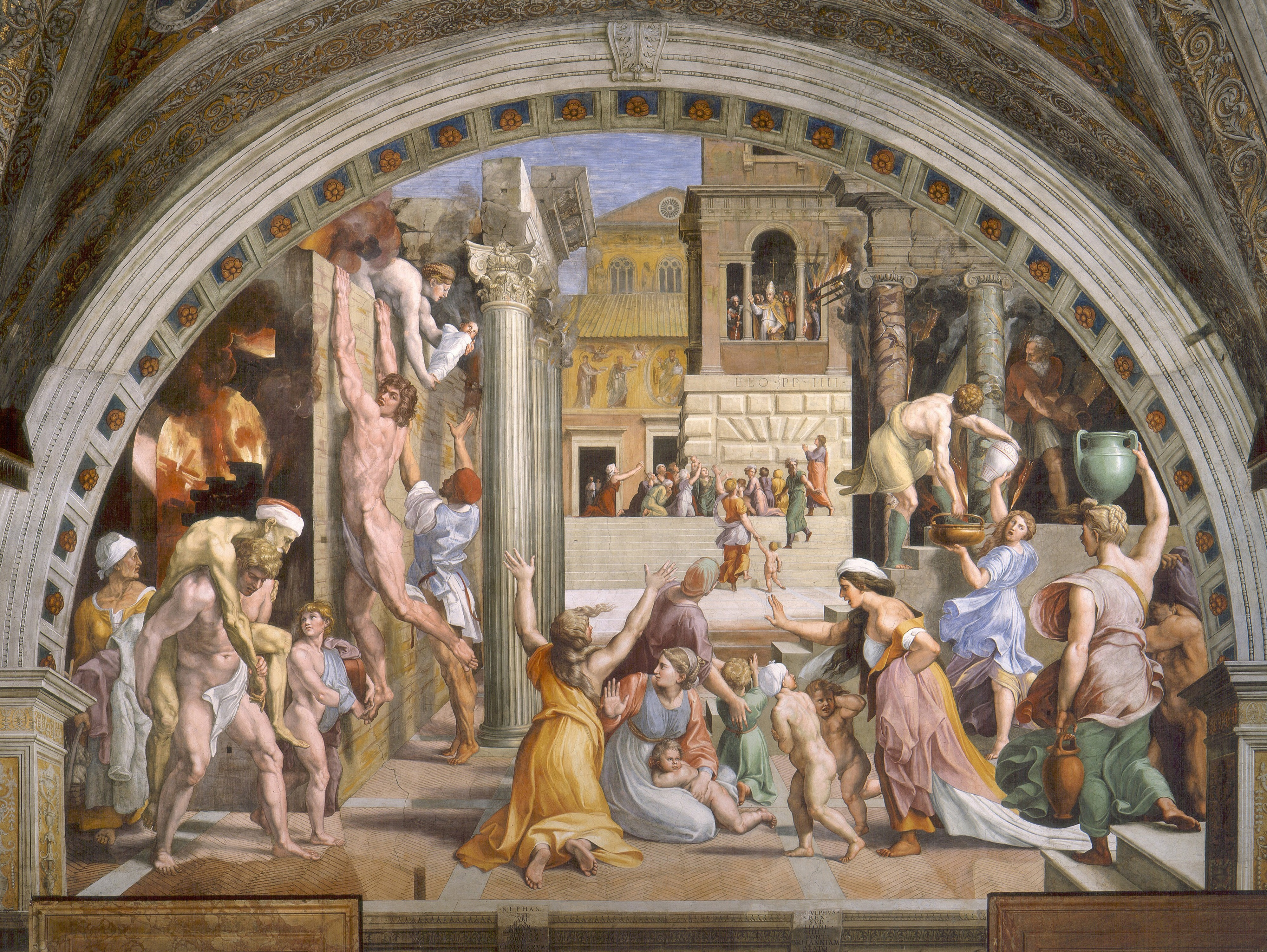
Рафаэль с учениками. Пожар в Борго. Станца «Пожара в Борго». 1514

## Зал Константина
Самый большой и последний зал, роспись которого была заказана Рафаэлю Львом X в 1517 году. Однако в последние беспокойные годы жизни Рафаэль успел подготовить лишь эскизы. Мастер скончался в 1520 году. Работа над росписями Зала Константина датируется периодом 1520—1524 годов, в понтификат Климента VII её выполняли ученики Рафаэля, главным образом Джулио Романо и Рафаэллино дель Колле.
Помещение размером 10 Х15 метров оформлено четырьями большими композициями, отражающими основные эпизоды деяний Константина Великого, направленные на возвышение Церкви, её победу над язычниками в городе Риме: Композиция «Видение креста» (итал. Apparizione della Сroce) представляет эпизод, который, согласно легенде, произошел перед битвой у моста Мильвио с его соперником Максенцием 28 октября 312 года, когда Константину было явлено видение креста в небе. А на следующую ночь сам Христос явился Константину во сне и объяснил, что он должен использовать против своих врагов крестное знамение (хризму) и значение слов «In hoc signo vinces» («Сим знаком победишь»). Победа Константина со знаком креста в этой битве считается датой начала христианской эры.
На фреске «Битва Константина и Максенция» (итал.  Battaglia di Costantino contro Massenzio) представлен ключевой момент сражения: в центре на белом коне император Константин, а композиция фрески, как считают исследователи, навеяна рельефами на римских саркофагах и других памятниках античности.
«Крещение Константина» (итал. Battesimo di Costantino). Крещение, которое Константин получил от папы Сильвестра I . Действие происходит в здании, напоминающим Латеранский баптистерий. Папа в облике Климента VII стоит в центре здания и проводит крещение водой преклонившего колени полуобнажённого императора. В книге, которую держит священник, мы читаем «Hodie salus Urbi et Imperio facta est» (Ныне безопасность города и империи есть).
«Дар Рима» (итал.  La Donazione di Roma). Легендарный эпизод, согласно которому римский император Константин отдал во владение папе Сильвестру I город Рим и окружающие территории, положив начало светской власти епископа Рима. Действие происходит внутри здания, напоминающего древнюю базилику Святого Петра, с удлинённым нефом, апсидой, украшенной мозаикой, и могилой апостола Петра. На дальнем плане, за фигурами, взятыми из других фресок Рафаэля («Пожар в Борго», «Месса в Больсене»), происходит сцена дарения: папа получает от императора золотую статуэтку богини Рима, символ владычества над городом.

## Отражение в искусстве
Немецко-итальянский гравёр Иоганн (Джованни) Пихлер (1734—1791), придворный мастер императора Иосифа II, воспроизводил в гравюрах на меди ватиканские станцы Рафаэля, но успел издать только первую часть сборника этих гравюр (40 листов).
Скульптор итальянского барокко Дж. Л. Бернини, создавая скульптурную группу «Эней, Анхиз и Асканий» (1618—1619; Галерея Боргезе в Риме), изображающую сцену, описанную в поэме Вергилия «Энеида», использовал композицию фигур с фрески Рафаэля «Пожар в Борго».
Русский живописец К. П. Брюллов в 1824—1828 годах для зала копий Императорской Академии художеств в Санкт-Петербурге написал в Италии маслом на холсте копию «Афинской школы» Рафаэля.